# غريغ جونز (متزحلق جبال الألب)
غريغ جونز (بالإنجليزية: Greg Jones)‏ هو متزحلق جبال الألب أمريكي، ولد في 3 ديسمبر 1953 في Tahoe City, California ‏ في الولايات المتحدة.

## وصلات خارجية
- غريغ جونز على موقع الاتحاد الدولي للتزلج (التزلج على المنحدرات الثلجية) (الإنجليزية)
- غريغ جونز على موقع أوليمبيديا (الإنجليزية)